# 夏时制

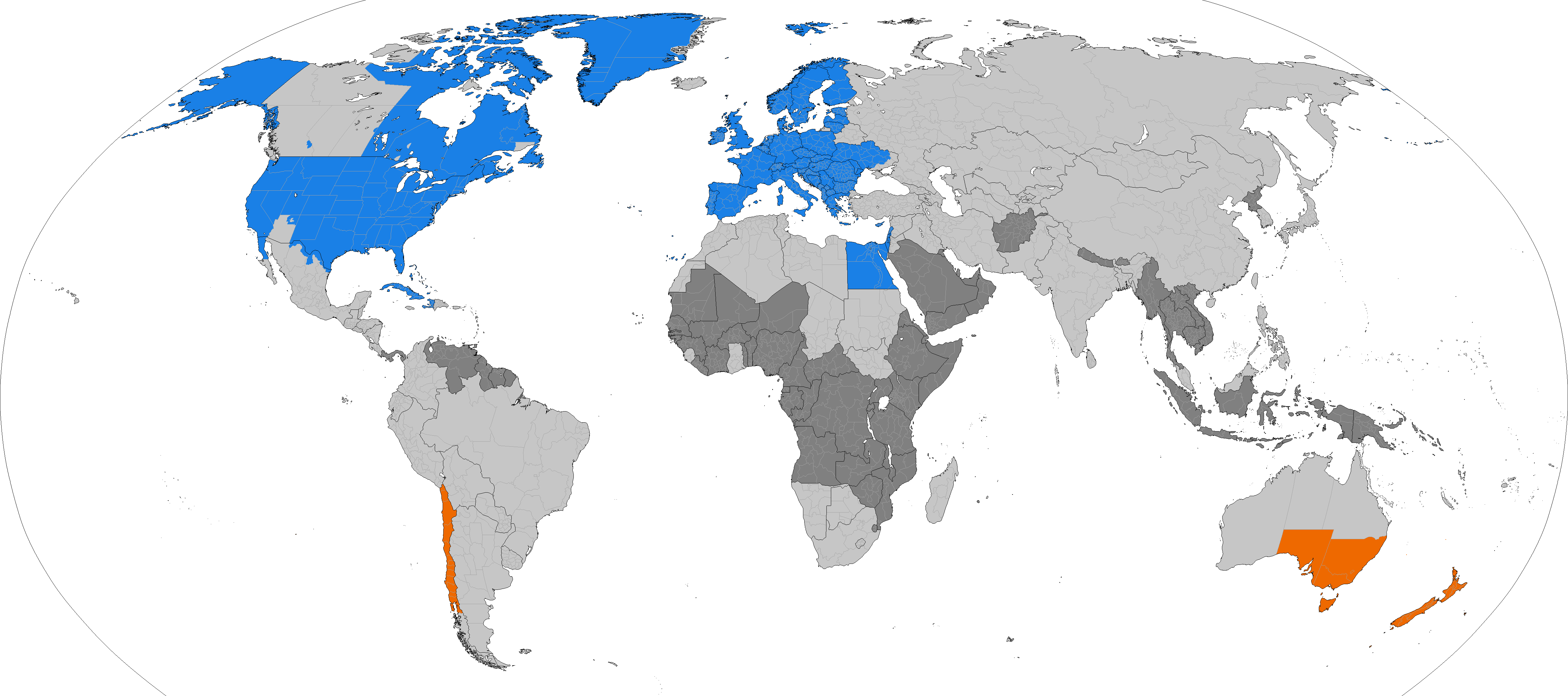
各地夏令時間實施情形：
實施夏令時的北半球地區
實施夏令時的南半球地區
曾實施夏令時的地區
未曾實施夏令時的地區

夏令時間（英國），又稱夏令时、日光時間（美國）、日光節約時間（美國，簡稱為DST），是一種在夏季月份犧牲正常的日出時間，而將時間調快的做法。使用夏令時間的地區，會在接近春季開始的時候，通常將時間調快60分鐘，並在秋季調回正常時間。由於時間轉換多在晚間或凌晨進行，部分人認為夏令時間會造成在春季转换当日的睡眠時間減少一個小時，而在秋季转换当日則會多出一小時的睡眠時間，但並非所有地區的夏令時間都是調快60分鐘，例如澳洲豪勳爵島的時間調整只有30分鐘。
1895年，乔治·哈德逊提出夏令時間的概念。1916年4月30日，德意志帝國與奧匈帝國首次在全國實施夏令時間。後來許多國家在不同時期都曾實行過夏令時間，其中1970年代能源危機開始尤為盛行。高緯度及南北極地區因為夏至及冬至的日照變化大，夏令時間較普遍被採用，而鄰近赤道的地區通常不實施夏令時間，因為這些地區全年的日出時間變化極小，實施夏令時間不會有實際效用。部分國家只在其中部分地區實施夏令時間；例如澳大利亞在東南部的州分採用，其他地區則不實施。香港、澳門及台灣在二戰後曾經連續多年採用夏令時間，至1980年停用。中國大陸也曾經在1986年採用，至1992年停用，現時亞洲與非洲地區一般不實施夏令時間。
如果轉換時間的準備工作不充分，夏令時間的轉換會讓報時工作變得更加複雜，並且會擾亂旅行、計費、紀錄保存、醫療設備、重機設備與睡眠模式的運作。電腦軟體通常可以自動轉換時間，但各地司法管轄區的夏令時間政策變更仍有可能會造成困擾。

## 缘由
工業化社會通常會遵循以時間為基礎的日常活動行程；而這些行程在一年當中不會發生變化。例如，每個人工作或就學的開始與結束時間，以及公共交通的調度運作，通常一整年會維持不變。相較之下，農業社會的日常作息容易受到白晝時長與太陽日的影響；其中太陽日會因為地軸傾斜而產生季節性的變化。熱帶地區以北與以南地帶的夏季白晝時間比冬季長；越遠離熱帶地區，這種差異愈會更加明顯。
如果將某個地區的所有時間進行重設，從而比標準時間提早一小時，這樣遵循年度行程的人們將會比正常情況提早一個小時醒來；他們將會提早一個小時完成日常工作行程，並且在工作活動之後提供額外的一個小時。然而，他們在每天開始就會少掉一個小時的日光，如此在冬季實施這項政策就會變得不太實際。
雖然日出與日落時間會隨著季節變換而有大致相同的變化，然而夏令時間的支持者認為，大多數人們在一般的「朝九晚五」工作日，比較喜歡延長白晝時間。支持者也認為夏令時間可以減少照明與暖氣的需求，進而降低能源消耗；但夏令時間在整體能源利用的實際影響方面，有著非常大的爭議。
高緯度地區（如冰島、努納福特、斯堪地那維亞與阿拉斯加）的時間操縱對於日常生活而言幾乎沒有影響，因為比起其他緯度，這些地區的日夜時長變化更為極端，因此無論時間如何操縱，日出與日落時間都會明顯異於標準的工作時數。夏令時間對於鄰近赤道地區而言也沒有太大用處，因為這些地區的白晝時長，在一整年當中的變動幅度非常微小。夏令時間的影響也會因為同時區內東西地點的距離而有所變化；在同一時區中，最東部的地區會比最西部的地區，更容易獲得夏令時間的益處。

## 歷史

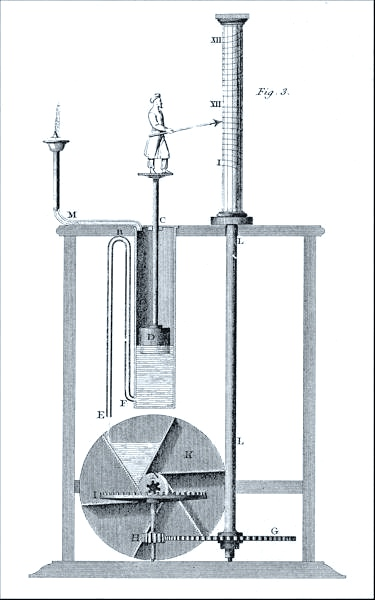
古代水鐘會隨著季節變化改變小時的長度

古代文明會依據太陽調整日常作息，比起夏令時間而言更加靈活；無論白晝時長如何，他們會將白天切割成12小時，因此每個小時的長度在春夏會逐漸拉長，到了秋冬則會逐漸縮短。例如，羅馬人的報時系統採用水鐘，上面會依據一年中的不同月份，有著不同的尺規；依據羅馬地區的緯度，冬季至點的日出後第三小時（三時經）為太陽時9時2分並持續44分鐘，但在夏至則為6時58分並持續75分鐘。從14世紀開始，同等長度的民用時取代了不等長的小時制度，此時的小時已經不會隨季節改變。不等長的小時制度如今仍用於極少數的傳統場合，例如阿索斯山的部分修道院以及所有猶太儀式。
班傑明·富蘭克林在擔任美國駐法國公使期間（1776年─1785年），曾發表過一句諺語：「早睡早起使人健康、富裕又聰明」，並且在《巴黎雜誌》發表一篇文章，建議法國人提早起床享受陽光來節約蠟燭的使用。這篇諷刺性的文章發表於1784年，當中提議政府要徵收百葉窗稅，控制蠟燭配給，以及在日出時敲響教堂鐘聲與發射大砲來叫醒民眾。儘管現今存在常見的誤解：富蘭克林從未提議夏令時間，而且18世紀的歐洲甚至沒有精準的時刻表，但仍不清楚富蘭克林所在時期的鐵路與通訊網絡變化，是否出現將時間予以標準化的需求。
1810年，當時西班牙的國會機構加的斯議會，決議從5月1日至9月30日，為因應期間的季節變化，將其會議時間提前1小時，但實際上並未調整時鐘上的時間。他們還確認私有企業得因應白晝變化而改變營業時間，但並無強制力，僅能出於自願。

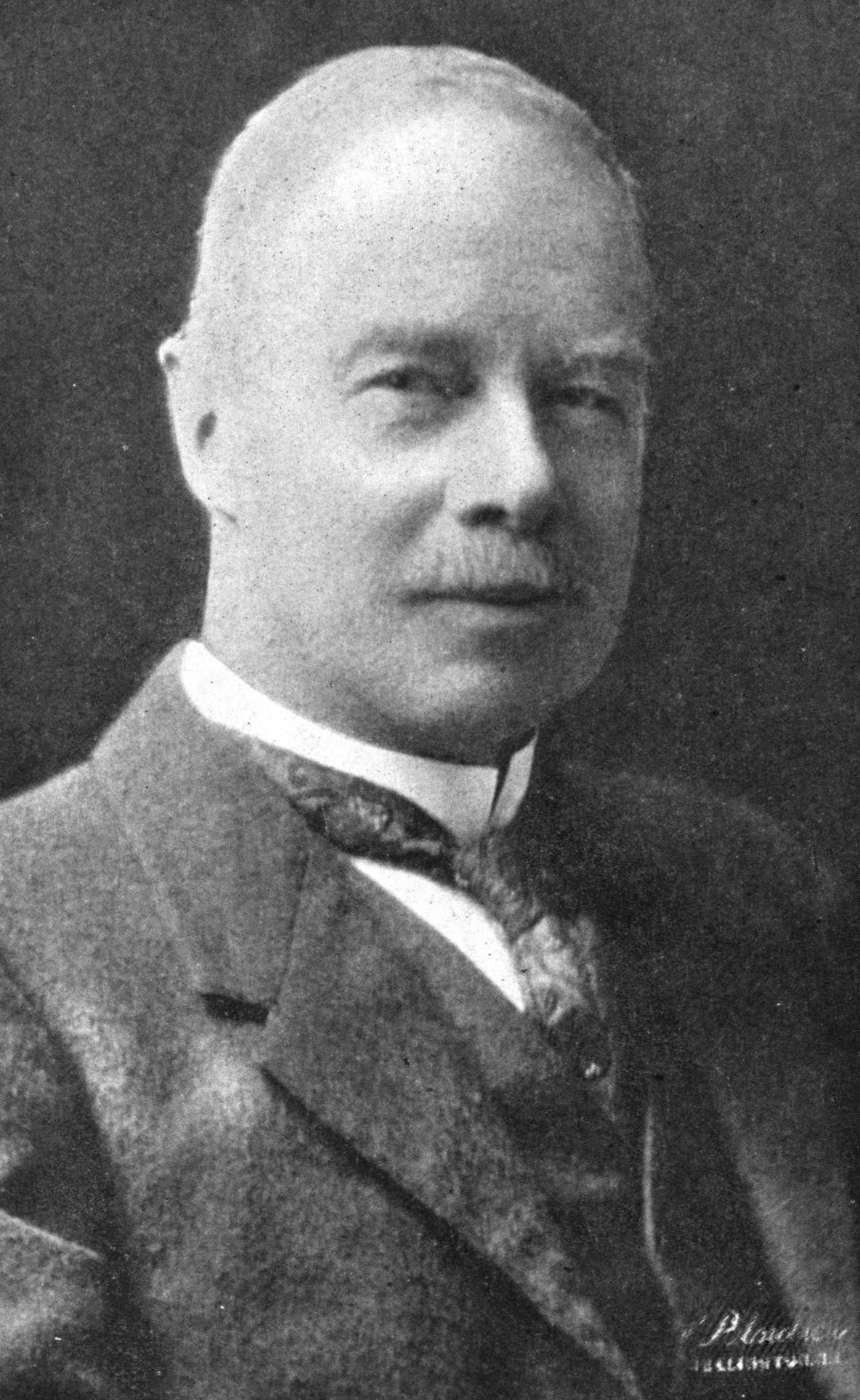
乔治·哈德逊於1895年首次發明並提出夏令時間

首次提出現代夏令時間概念的是紐西蘭昆蟲學家乔治·哈德逊；他將工作時間提前，因而有閒暇時間去採集昆蟲，並且在工作結束後得到多出一段白晝時間的益處。1895年，他向威靈頓哲學學會提出提前2小時的日光節約提案，這份提案在基督城引起了高度關注；哈德遜為此在1898年發表了跟進論文。眾多出版物將夏令時間的提案歸功於當時傑出的英國建築師與戶外運動者威廉·威雷特，他在1905年的一次早餐前騎馬活動時，發現有許多倫敦民眾在夏日的大多數時間都在睡覺，因而獨自構思出夏令時間的概念。威雷特也是一位狂熱的高爾夫球愛好者，而且不喜歡在黃昏時打切擊球。他的解決方案就是在夏季月份將時間調快，並在兩年後公布提案。當時的自由黨國會議員羅伯特·皮爾斯接受了這個提案，並於1908年2月12日向下議院提出第一個日光節約法案。為此下議院指定了一個專門委員會進行審查，但皮爾斯的法案未能通過；在接下來幾年，夏令時間的相關提案也未能獲得通過。威雷特直到1915年逝世為止，仍持續在英國遊說夏令時間的提案。
1908年7月1日，加拿大安大略省亞瑟港（今屬於桑德貝）成為世界上第一個實施夏令時間的城市；隨後安大略省奧里利亞於1911年至1912年，由時任市長威廉·史沃德·佛斯特（William Sword Frost）引入夏令時間。1916年4月30日，德意志帝國與第一次世界大戰的同盟國奧匈帝國，成為世界上第一組實施夏令時間（Sommerzeit）的國家，目的是為了能在戰爭期間節約煤炭消耗。隨後英國、大多數協約國以及其他歐洲中立國也跟進了夏令時間制度。俄羅斯與其他少數國家則是直到次年才開始實施，而美國則是在1918年首度實施。1918年第一次世界大戰結束後數年期間，大多數司法管轄區廢除了夏令時間，但加拿大、英國、法國、愛爾蘭與美國除外；直到第二次世界大戰期間，夏令時間的制訂才開始普遍起來。1970年代，由於美洲與歐洲地區受到能源危機影響，因而開始廣泛實施夏令時間。從此，世界各地陸續進行制訂、調整或廢除夏令時間。更多詳細資訊，請參考各地夏令時間列表。

## 程序
一般夏令時間會在週末的午夜時分以後接續進行調快時間的作業，以降低每週工作行程中斷的可能風險。通常夏令時間的慣例是調快1小時，但過去曾經也有採用調快20分鐘以及2小時的情形。所有使用夏令時間的國家會在春季將時鐘調快，並在秋季調整回來；在春季調快時鐘會減少實施當日的時長，而在秋季調慢時鐘會增加結束當日的時長。舉例來說，如果在春季的午夜時分調快1小時，以數字顯示的本地時間將會從11:59:59.9跳至01:00:00.0。
將時間調快的具體時間點，會因司法管轄區不同而有所差異。歐洲聯盟採取統一協調的模式，使所有時區在世界協調時間01:00的時候同步將時間調快，也就是會在歐洲中部時間02:00，以及歐洲東部時間03:00的時候執行調整，以讓歐洲各地的時差保持不變。北美洲則是在02:00調快時間，但採用的是本地時間而非世界協調時間，因而造成各地時差無法保持一致。舉例來說，北美山區時區與太平洋時區皆實施調快1小時的夏令時間，但在秋季調整當日的一小段時間，北美山地時區並非比太平洋時區快1小時，而是沒有時差（皆為UTC-7）；在春季調整當日的一小段時間，北美山地時區（UTC-6）則是比太平洋時區（UTC-8）快2小時而不是快1小時。
至於啟用夏令時間的日期，也會因為地區與年份不同而有所差異，因此各地時差每一年度都會產生變化。舉例來說，歐洲中部時間通常會比北美東部時間早6小時，但在3月與10月/11月的數週期間會有小幅更動；此外，英國與智利本土的時差在北半球夏季為5小時，南半球夏季時為3小時，每年只有少數幾週為4小時。1996年起，歐洲夏令時間的實施期間訂為3月的最後一個星期日至10月的最後一個星期日；在此之前歐洲聯盟各國對於夏令時間沒有統一規範。2007年起，美國與加拿大多數地區將夏令時間的實施期間訂為3月第二個星期日至11月第一個星期日，幾乎占全年度的3分之2。此外，南北半球實施夏令時間的開始與結束日期大致相反，因為兩半球的春季與秋季相差約6個月。舉例來說，智利本土的夏令時間實施期間為10月第2個星期六至3第二個星期六，並於本地時間24:00進行轉換。在部分國家，時間政策由各地管轄區自行制訂，因此會產生一國當中部分地區實施夏令時間，而其他地區不實施的情形；目前澳大利亞、巴西、加拿大、墨西哥與美國就是這種情形。
夏令時間的實施會因為政治或社會因素而逐年變更。美國在1987年至2006年期間，其日光節約時間的實施期間為4月第一個星期日至10月最後一個星期日；2007年，美國依據2005年能源政策法案變更日光節約時間的政策，將結束日期延後至11月；但如果美國政府部門完成能源消耗的研究，美國國會有權將其調回2005年以前的狀態。支持者認為萬聖節是夏令時間政策改變的理由，因為這樣可以在10月31日以前增加額外1小時的日光。過去澳大利亞各州在夏令時間的實施日期與時間上各有不同；舉例，2008年多數州份的夏令時間起始日期為10月5日，但西澳大利亞州為10月26日。

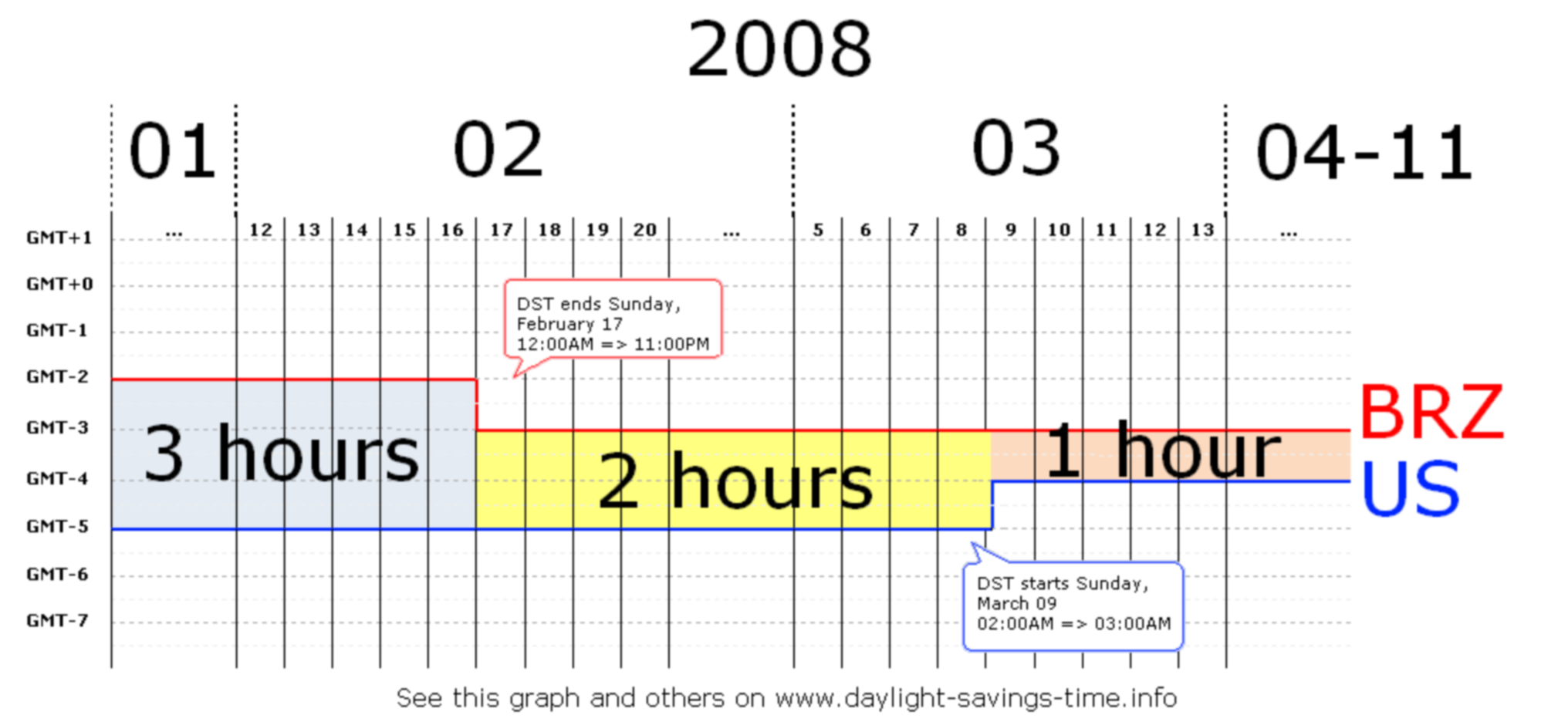
2008年第1季，巴西東部與美國東部的時差會因為日期的推移，可能為1小時、2小時或3小時

對於雙胞胎來說，如果雙胞胎在出生的時候遇上夏令時間，則雙胞胎實際上的出生時間和紀錄上的出生時間可能會相反。

## 節約能源外的好處
夏令時間能给患有夜盲症的人带来方便。另外，不少零售商对夏令時間持肯定态度。美国的糖果商院集团已经游说美国国会将夏令時間延长到11月，因为萬聖節是糖果销售最旺的季节，而家长们不希望孩子们在天黑以后还在外面游逛。然而，这种增加的傍晚活动目的仅仅是商人为了赚钱，还额外增加了能源消耗，而非节省能源。

## 反對的觀點
夏令時間让俄罗斯每年能够节约20亿千瓦小时的电量，但这数字只相当于两三个火力发电厂的发电量，该制度也使法国用于照明的能源消耗减少4%。有人认为夏令時間在旅游业和能源消耗上获利不明显，还扰乱人民的生理時鐘，违反正常的生理节奏。
另有學者指出，夏令時間節省因照明所消耗的能源，在空調不發達的時代或許確實減少整體的能源消耗。但自從20世紀下半起，在大多數實行夏令時間的國家裡（大多位於溫帶地區，多屬于已開發國家或開發中國家），空調系統已經相當普及。夏令時間使得炎熱的下午延長一個小時，導致大眾須多使用一個小時的空調系統，因為空調所需的電力為燈光的數十倍，整體國家所消耗的能源其實不減反增。這在數十年前空調不普及的時代是無法預期的問題，因此夏令時間在21世紀的環境下到底有無節省能源的功用仍需更多的研究與統計資料來評估利弊。
多數實施夏令時間的國家有完善的工作制度，多數員工沒有固定的上下班時間，因此在沒有夏令時間的狀態下，也不會影響作息。
比起全国范围调时间，让各个单位灵活调整上下班时间的方式更加方便可行，各行各业可根据自身情况灵活调整，许多行业在炎热的夏季会推迟下午上班时间，有利民众身心健康，例如中国大陆部分企事业单位和政府机关实行夏季下午工作开始和结束时间均延后半个小时到一个小时。而夏令时反倒扰乱了人体正常的生理时钟，反而得不偿失。没有夏令时，铁路、航班、会议等就不存在转换日期当天造成的麻烦，方便民众。

### 其他反對意見
- 由于夏令时，人们被迫调整睡眠时间，被认为增加了诱发心脏病的几率；打乱的睡眠时间更加重了抑郁的可能；延长的光照增加了皮肤癌的機率；婴儿和幼童无法像成年人那样去适应1个小时的睡眠调整。
- 由于夏令时是为了强迫人们早起，所以人们认为其本质是忽略和压榨劳动力，把夏令时戲稱为日光奴役時間（daylight SLAVING time）。
- 农业上，谷物生长和牲畜牧养并不能根据时钟的调节而自动发生改变。牛奶工挤奶的时间，谷物在露水蒸发后被收割，这些跟着太阳时间安排的作息，并不能被夏令时改变。
- 对低纬度地区，夏令時作用不大。尤其这些地方在夏天十分湿热，夜晚降临时闷热无法入眠，而清晨正是睡眠的好时间。夏天炎热，民众普遍晚睡，夏令时会导致睡眠时间缩短，导致民众上班上学无精打采，影响工作效率，反而造成更大浪费。
- 当夏令時間开始和结束时，人们必须将所有计时仪器调快或调慢。尽管现在许多鐘錶與电子仪器（例如电脑、智慧型手機等）已经以校時電波或網絡時間協議（NTP）等方式实现自动调整时间，但是其它机械仪器仍需要人工调节。
- 当夏令时开始时，会凭空“消失”几小时，因此，对于计时启动和停止的机器，如果不注意这点，会导致实际经过的时间还没达到预设时间，就发生启动或停止现象。例如：本来必须运作5小时的仪器，遇到拨快2个小时的夏令时，可能运作3小时就自动停机了；而本来5小时后才自动启动的仪器，遇到拨快2小时的夏令时，可能提前2小时就启动了。类似的，夏令时结束时，某些时间会在当天出现两次，也容易构成混乱。因此，夏令时开始或结束时，若不注意，则会在交通、生产、医疗、科研、会议安排等领域造成问题。
- 夏令時間违背设定时区的原意──尽量使中午贴近太阳上中天的时间[53]。
- 对于日光充足的地区（如得克萨斯、加利福尼亚），夏时制导致办公场所内空调的使用量上升，反而构成电力浪费。
- 由于傍晚时间延长，人们在下班之后参加户外运动、购物、或是进行各种娱乐项目，这些事情所消耗的能源、包括驾车燃烧的汽油、室内冷气供应等，使实行夏令时在实际上增加而并非减少了能源的消费。与其宣扬的节能不符。现今宣扬夏令时的人主要都是商业、旅游业，因为夏令时延长了人们下班後街上闲逛的时间，这样可以增加他们的收入。
- 夏季下午炎热，夏令时导致下班时间提前，有人认为，过早下班在路上会太晒。
- 高纬度地区由于夏季太阳升起时间明显比冬季早，夏令時間确实起到节省照明时间的作用。这个观点认为人们是看点开灯，但实际上多数人是根据阳光照明的变化来开关灯的，夏季太阳早出现早上就不开灯，夏季太阳晚落山就晚开灯，冬季太阳晚升起就早开灯，冬季太阳早落山就早开灯。人们睡觉的时候基本上不会开灯，所以节省照明一事实际上存疑。

## 各地夏令時間情形
- 各地夏令時間列表
- 歐洲的夏令時間